# Prinsenmolen (Baaigem)
De Prinsenmolen in het Belgische Gavere (deelgemeente Baaigem) is een ronde, stenen bergmolen. De eerste molen die op deze plek stond werd in 1551 gebouwd en was eigendom van de familie van Lamoraal van Egmont. Lamoraal was prins van Gavere, vandaar de naam Prinsenmolen.

## Bouwgeschiedenis
De molen uit 1551 was een houten staakmolen die rond 1580 werd vernield door onruststokers, vermoedelijk beeldenstormers en in 1639 opnieuw opgetrokken. Later, in de 18e eeuw, was het een banmolen, een korenwindmolen met Jan Piens in 1713 als molenaar. De Ferrariskaart uit 1775 gaf haar locatie aan. In 1806 volgde een nieuwe aanpassing en werd ze een staakmolen om in 1890 haar huidige vorm te krijgen.
In 1854, waarschijnlijk ingevolge een ongeval, bouwde men een kapel aan de voet van de molen. Ze bleef maalvaardig tot 1953 door de installatie van een elektrische maalderij onder in de molen. Een storm in 1959 deed de windpulm (zware balk in het stormeinde waarop de halssteen of het metalen lager voor de molenas is bevestigd) breken en onder het gewicht van de askop van de bovenas en het gevlucht met plaatstalen roeden brak dat deel van de molen af en bleef tegen de romp hangen. Alles stortte naar beneden tijdens een storm in 1972. Hoogstwaarschijnlijk heeft het ontbreken van een stefelbalk (de horizontale balk boven in het stormeinde die
iets lager ligt dan de windpulm) de schade mee veroorzaakt.
De laatste molenaar, Oscar De Boever, die eerst van plan was de molen af te breken, verkocht ze en de nieuwe eigenaar liet vanaf 1975 delen restaureren. Anno 2017 is de molen omgevormd tot woonhuis en overweegt men om opnieuw een gevlucht te plaatsen.
- Inventaris van het Bouwkundig Erfgoed (Vlaanderen): 36101